# Юговизия
„Юговизия“ (на сърбохърватски: Jugovizija или Југовизија) е музикален фестивал, провеждан от 1961 до 1992 г. в СФР Югославия. На него се избира песента, с която страната да се представи на песенния конкурс на „Евровизия“. Организира се от Югославското радио и телевизия (ЮРТ) и съответните местни оператори в столиците на всяка от съставните републики: СР Босна и Херцеговина (РТВ Сараево), СР Хърватия (РТВ Загреб и РТВ Сплит), СР Македония (РТВ Скопие), СР Черна гора (РТВ Титоград), СР Сърбия (РТВ Белград) и СР Словения (РТВ Любляна), както и автономните области Косово (РТВ Прищина) и Войводина (РТВ Нови Сад).
Изначалното име на фестивала е „Юговизия“, но е познат като Опатийски фестивал, когато някои от изданията през 70-те години се провеждат в Кристалната зала на хотел „Кварнер“ в Опатия (Хърватия). През 1981 г. името му е „Югославски избор за песен на Евровизия“ (на сърбохърватски: Jugoslovenski izbor za pesmu Evrovizije или Jugoslavenski izbor za pjesmu Eurovizije).
Първите местни оператори на ЮРТ, участвали на първото издание през 1961 г., са РТВ Белград, РТВ Любляна и РТВ Загреб, а другите се присъединяват през следващите години.

## Издания
| Година                               | Дата                    | Място на провеждане                                             | Водещи                                                                                             | Формат               | Брой участници                  | Начин на гласуване |
| ------------------------------------ | ----------------------- | --------------------------------------------------------------- | -------------------------------------------------------------------------------------------------- | -------------------- | ------------------------------- | --- |
| 1961                                 | 16 февруари             | Словенски национален театър „Драма“, Любляна (Словения)         | Миланка Бавцон                                                                                     | само финал           | 9                               | 8-членно жури, съставено от по един представител на всяка от шестте републики и двете автономни области. |
| 1962                                 | 23 януари               | Студио на РТВ Загреб (Хърватия)                                 | Младен Делич                                                                                       | само финал           | 12                              | 8-членно жури, съставено от по един представител на всяка от шестте републики и двете автономни области. |
| 1963                                 | 1 февруари              | неизвестно, Белград (Сърбия)                                    | неизвестно                                                                                         | само финал           | 8                               | 8-членно жури, съставено от по един представител на всяка от шестте републики и двете автономни области. |
| 1964                                 | 5 февруари              | Дом на работниците, Търбовле (Словения)                         | Хелена Кодър                                                                                       | само финал           | 8                               | 8-членно жури, съставено от по един представител на всяка от шестте републики и двете автономни области. |
| 1965                                 | 6 февруари              | Дом на работниците, Загреб (Хърватия)                           | Желка Маркович                                                                                     | само финал           | 14                              | 8-членно жури, съставено от по един представител на всяка от шестте републики и двете автономни области. |
| 1966                                 | 23 януари               | Дом на синдикатите, Белград (Сърбия)                            | Мича Орлович                                                                                       | само финал           | 13                              | 8-членно жури, съставено от по един представител на всяка от шестте републики и двете автономни области. |
| 1967                                 | 19 февруари             | Студио на РТВ Любляна (Словения)                                | Томаж Терчек                                                                                       | само финал           | 15                              | 8-членно експертно жури, съставено от по един представител за всеки местен оператор на ЮРТ. |
| 1968                                 | 25 февруари             | Студио на РТВ Скопие (Македония)                                | Весна Несторович Кристина Ремскар Дубравка Цецез Снежана Липковска Росанда Ковиянич Хелга Влахович | само финал           | 15                              | Победителят се избира въз основа на гласовете на смесено жури от експерти и граждани, като експертното включва 8 членове за всеки местен оператор на ЮРТ, а обикновеното – 3 граждани. |
| 1969                                 | 5 февруари              | Студио на РТВ Загреб (Хърватия)                                 | Оливер Млакар                                                                                      | само финал           | 17                              | Победителят се избира въз основа на гласовете на смесено жури от експерти и граждани, като експертното включва 8 членове за всеки местен оператор на ЮРТ, а обикновеното – 3 граждани. |
| 1970                                 | 14 февруари             | Студио на РТВ Белград (Сърбия)                                  | Мича Орлович                                                                                       | само финал           | 15                              | Победителят се избира въз основа на гласовете на смесено жури от експерти и граждани, като експертното включва 8 членове за всеки местен оператор на ЮРТ, а обикновеното – 3 граждани. |
| 1971                                 | 20 март                 | Общински център, Домжале (Словения)                             | Хелена Кодър Любо Йелчич                                                                           | само финал           | 9                               | Победителят се избира въз основа на гласовете от 10 журита в 5 града във всяка от републиките (общо 400 членове). |
| 1972                                 | 12 февруари             | Зала „Скендерия“, Сараево (Босна и Херцеговина)                 | Миряна Янчич                                                                                       | само финал           | 12                              | Победителят се избира въз основа на гласовете от 10 журита в 5 града във всяка от републиките (общо 400 членове). |
| 1973                                 | 1, 2 и 3 март           | Кристална зала на хотел „Кварнер“, Опатия (Хърватия)            | Хелга Влахович Оливер Млакар                                                                       | 2 полуфинала и финал | 12 финалисти (36 полуфиналисти) | 40-членно жури от 5 града от всяка от шестте републики и двете автономни области. На полуфиналите гласуват за всяка песен с „да“ или „не“ според това дали искат да се класира за финала, а на финала гласуват за всяка песен с по 1 до 9 точки. |
| 1974                                 | 28 февруари, 1 и 2 март | Кристална зала на хотел „Кварнер“, Опатия (Хърватия)            | Оливер Млакар Лиляна Трайковска Миланка Бавцон Мича Орлович                                        | 2 полуфинала и финал | 12 финалисти (36 полуфиналисти) | 8-членно експертно жури, съставено от по един представител за всеки местен оператор на ЮРТ. |
| 1975                                 | 13, 14 и 15 февруари    | Кристална зала на хотел „Кварнер“, Опатия (Хърватия)            | Оливер Млакар                                                                                      | 2 полуфинала и финал | 14 финалисти (33 полуфиналисти) | 8-членно експертно жури, съставено от по един представител за всеки местен оператор на ЮРТ. |
| 1976                                 | 20 и 21 февруари        | Кристална зала на хотел „Кварнер“, Опатия (Хърватия)            | Оливер Млакар                                                                                      | 1 полуфинал и финал  | 16 финалисти и 21 полуфиналисти | 8-членно експертно жури, съставено от по един представител за всеки местен оператор на ЮРТ. |
| „Юговизия“ не се състои през 1977 г. |                         |                                                                 | |                      |                                 | |
| 1978                                 | 18 февруари             | Кристална зала на хотел „Кварнер“, Опатия (Хърватия)            | Оливер Млакар Хелга Влахович Миланка Бавцон Мича Орлович                                           | само финал           | 16                              | 8-членно жури, съставено от по един представител за всеки местен оператор на ЮРТ. |
| 1979                                 | 3 март                  | Кристална зала на хотел „Кварнер“, Опатия (Хърватия)            | Оливер Млакар Хелга Влахович                                                                       | само финал           | 18                              | 8-членно жури, съставено от по един представител за всеки местен оператор на ЮРТ. |
| 1980                                 | 19 февруари             | Кристална зала на хотел „Кварнер“, Опатия (Хърватия)            | Оливер Млакар Хелга Влахович                                                                       | само финал           | 18                              | 8-членно жури, съставено от по един представител за всеки местен оператор на ЮРТ. |
| 1981                                 | 28 февруари             | Студио 9 на РТВ Белград (Сърбия)                                | Миня Субота Хелга Влахович                                                                         | само финал           | 16                              | Осем 7-членни регионални журита, по едно за всеки местен оператор на ЮРТ. Членовете присъждат на любимите си песни от 1 до 5 точки във възходящ ред, които след това се преобразуват в класическата оценъчна система на „Евровизия“ (от 1 до 8, 10 и 12 точки). Местните оператори не могат да гласуват за собствените си представители. |
| 1982                                 | 12 март                 | Студио 1 на РТВ Любляна (Словения)                              | Миша Молк                                                                                          | само финал           | 16                              | Осем 7-членни регионални журита, съставени от неексперти (от 3 до 5 членове на възраст над 25 години и 3 до 4 членове на възраст под 25 години), по едно жури за всеки местен оператор на ЮРТ. Членовете присъждат на любимите си песни от 1 до 5 точки във възходящ ред, които след това се преобразуват в класическата оценъчна система на „Евровизия“ (от 1 до 8, 10 и 12 точки). Местните оператори не могат да гласуват за собствените си представители. |
| 1983                                 | 4 март                  | Студио М на РТВ Нови Сад (Войводина)                            | Дина Чолич                                                                                         | само финал           | 16                              | Осем 7-членни регионални журита, по едно за всеки местен оператор на ЮРТ. Членовете гласуват по оценъчната система на „Евровизия“, присъждайки 1 – 8, 10 и 12 точки за любимите си песни. Местните оператори не могат да гласуват за собствените си представители. |
| 1984                                 | 23 март                 | Универсална зала, Скопие (Македония)                            | Мария Дамяновска                                                                                   | само финал           | 16                              | Осем 7-членни регионални журита, съставени от неексперти на различна възраст и пол (в съотношение 3 към 4: млади – стари, жени – мъже), всяко жури за всяко от местните оператори на ЮРТ. Членовете присъждат по 1, 2, 3, 4 и 5 точки за любимите си песни, които след това се преобразуват в класическата оценъчна система на „Евровизия“ (от 1 до 8, 10 и 12 точки). Местните оператори не могат да гласуват за собствените си представители.               |
| 1985                                 | 2 март                  | Студио 5 на РТВ Загреб (Хърватия)                               | Ана Бърбора                                                                                        | само финал           | 15                              | Осем регионални 3-членни журита – по едно за всеки от местните оператори на ЮРТ. |
| 1986                                 | 7 март                  | Зала „Боро и Рамиз“, Прищина (Косово)                           | Енвер Петровци                                                                                     | само финал           | 16                              | Осем регионални журита – по едно жури за всеки от местните оператори на ЮРТ. Журитата присъждат по 1 – 8, 10 и 12 точки за любимите си песни. Местните оператори не могат да гласуват за собствените си представители. |
| 1987                                 | 7 март                  | Конгресна зала на „Сава център“, Белград (Сърбия)               | Дубравка Милошевич                                                                                 | само финал           | 24                              | Осем регионални 3-членни журита – по едно за всеки местен оператор на ЮРТ. Всеки от общо 24-мата членове присъжда по 1, 2, 3, 5 и 7 точки във възходящ ред за любимите си песни. Местните оператори могат да гласуват за собствените си представители. |
| 1988                                 | 12 март                 | Цанкарев дом, Любляна (Словения)                                | Миша Молк Богдан Барович                                                                           | само финал           | 15                              | Осем регионални 3-членни журита – по едно за всеки местен оператор на ЮРТ. Всеки от общо 24-мата членове присъжда по 1, 2, 3, 5 и 7 точки във възходящ ред за любимите си песни. Местните оператори могат да гласуват за собствените си представители. |
| 1989                                 | 4 март                  | Голяма зала на Сръбския национален театър, Нови Сад (Войводина) | Дина Чолич Бошко Негованович                                                                       | само финал           | 16                              | Осем регионални 3-членни журита – по едно за всеки местен оператор на ЮРТ. Всеки от общо 24-мата членове присъжда по 1, 2, 3, 5 и 7 точки във възходящ ред за любимите си песни. Местните оператори могат да гласуват за собствените си представители. |
| 1990                                 | 3 март                  | Зала „Язине“, Задар (Хърватия)                                  | Ана Бърбора-Хум Бранко Уводич                                                                      | само финал           | 16                              | Осем регионални 3-членни журита, по едно за всеки местен оператор на ЮРТ. Състоят се от по поне двама професионалисти в музикалната индустрия и от по един под 30-годишна възраст. Всеки от общо 24-мата членове присъжда по 1, 2, 3, 5 и 7 точки на любимите си песни във възходящ ред. Местните оператори могат да гласуват за собствените си представители.                                                                                                |
| 1991                                 | 9 март                  | Студио 7 на РТВ Сараево (Босна и Херцеговина)                   | Драгиня Балац Сенад Хаджифейзович                                                                  | само финал           | 16                              | Осем регионални 3-членни журита, по едно за всеки местен оператор на ЮРТ. Състоят се от по поне двама професионалисти в музикалната индустрия и от по един под 30-годишна възраст. Всеки от общо 24-мата членове присъжда по 1, 2, 3, 5 и 7 точки на любимите си песни във възходящ ред. Местните оператори могат да гласуват за собствените си представители.                                                                                                |
| 1992                                 | 28 март                 | Студио на РТВ Белград (Сърбия)                                  | Радош Баич                                                                                         | само финал           | 20                              | 15-членно жури, съставено от експерти към ЮРТ. Всеки от тях присъжда по 1, 2, 3, 5 и 7 точки във възходящ ред на любимите си песни. |

## Победители
Най-успешната република е Хърватия – нейните представители (всички от които са към РТВ Загреб) печелят „Юговизия“ 13 от общо 31 пъти, а страната провежда 12 от общо издания. Двете автономни области Косово и Войводина нямат победи на фестивала.
През 1977 г. „Юговизия“ не се състои, а през 1978, 1979 и 1980 г. са избрани представители, но Югославия така и не участва на „Евровизия“. Такъв е случаят и през 1985 г., но тъй като конкурсът се състои на 4 май – в деня, в който се отбелязва петгодишнината от смъртта на Йосип Броз Тито през 1980 г., излъчването на музикални програми по ЮРТ не е разрешено, поради което ЮРТ оттегля участието си.
| 1          | Победител                                           |
| 13         | Последно място на „Евровизия“                       |
| не участва | Песента е избрана, но не участва на „Евровизия“     |
| не участва | Националният финал не се състои, песента не участва |

| Година                               | Град домакин                         | Победител                            | Изпълнител/група                     | Песен                                                    | Език                                 | Място на „Евровизия“ |
| ------------------------------------ | ------------------------------------ | ------------------------------------ | ------------------------------------ | -------------------------------------------------------- | ------------------------------------ | -------------------- |
| 1961                                 | Любляна (Словения)                   | РТВ Любляна                          | Лиляна Петрович                      | Neke davne zvezde („Някакви далечни звезди“)             | сърбохърватски                       | 8-о                  |
| 1962                                 | Загреб (Хърватия)                    | РТВ Любляна                          | Лола Новакович                       | Ne pali svetla u sumrak („Не пали светлините в сумрака“) | сърбохърватски                       | 4-то                 |
| 1963                                 | Белград (Сърбия)                     | РТВ Загреб                           | Вице Вуков                           | Brodovi („Кораби“)                                       | сърбохърватски                       | 11-о                 |
| 1964                                 | Търбовле (Словения)                  | РТВ Сараево                          | Сабахудин Курт                       | Život je sklopio krug („Животът се завъртя“)             | сърбохърватски                       | 13-о                 |
| 1965                                 | Загреб (Хърватия)                    | РТВ Сараево                          | Вице Вуков                           | Čežnja („Копнеж“)                                        | сърбохърватски                       | 12-о                 |
| 1966                                 | Белград (Сърбия)                     | РТВ Любляна                          | Берта Амброж                         | Brez besed („Без думи“)                                  | словенски                            | 7-о                  |
| 1967                                 | Любляна (Словения)                   | РТВ Любляна                          | Ладо Лесковар                        | Vse rože sveta („Всичките цветя на света“)               | словенски                            | 8-о                  |
| 1968                                 | Скопие (Македония)                   | РТВ Загреб                           | „Дубровачки трубадури“               | Jedan dan („Един ден“)                                   | сърбохърватски                       | 7-о                  |
| 1969                                 | Загреб (Хърватия)                    | РТВ Загреб                           | „4М“                                 | Pozdrav svijetu („Поздрав на света“)                     | сърбохърватски                       | 13-о                 |
| 1970                                 | Белград (Сърбия)                     | РТВ Любляна                          | Ева Сършен                           | Pridi, dala ti bom cvet („Ела, ще ти дам цвете“)         | словенски                            | 11-о                 |
| 1971                                 | Домжале (Словения)                   | РТВ Загреб                           | Крунослав Слабинац                   | Tvoj dječak je tužan („Момчето ти е тъжно“)              | сърбохърватски                       | 14-о                 |
| 1972                                 | Сараево (Босна и Херцеговина)        | РТВ Загреб                           | Тереза Кесовия                       | Muzika i ti („Музиката и ти“)                            | сърбохърватски                       | 9-о                  |
| 1973                                 | Опатия (Хърватия)                    | РТВ Сараево                          | Здравко Чолич                        | Gori vatra („Гори огън“)                                 | сърбохърватски                       | 15-о                 |
| 1974                                 | Опатия (Хърватия)                    | РТВ Белград                          | „Корни група“                        | Moja generacija („Моето поколение“)                      | сърбохърватски                       | 12-о                 |
| 1975                                 | Опатия (Хърватия)                    | РТВ Любляна                          | „Пепел ин кри“                       | Dan ljubezni („Ден на любовта“)                          | словенски                            | 13-о                 |
| 1976                                 | Опатия (Хърватия)                    | РТВ Сараево                          | „Амбасадори“                         | Ne mogu skriti svoju bol („Не мога да скрия болката си“) | сърбохърватски                       | 17-о                 |
| „Юговизия“ не се състои през 1977 г. | „Юговизия“ не се състои през 1977 г. | „Юговизия“ не се състои през 1977 г. | „Юговизия“ не се състои през 1977 г. | „Юговизия“ не се състои през 1977 г.                     | „Юговизия“ не се състои през 1977 г. | не участва           |
| 1978                                 | Опатия (Хърватия)                    | РТВ Загреб                           | Оливер Драгоевич                     | Zbogom ostaj, ljubavi(„Сбогом, любов“)                   | сърбохърватски                       | не участва           |
| 1979                                 | Опатия (Хърватия)                    | РТВ Загреб                           | Тереза Кесовия                       | Disco („Диско“)                                          | сърбохърватски                       | не участва           |
| 1980                                 | Опатия (Хърватия)                    | РТВ Скопие                           | Мая Оджаклиевска                     | Vraćam se („Връщам се“)                                  | сърбохърватски                       | не участва           |
| 1981                                 | Белград (Сърбия)                     | РТВ Сараево                          | Сеид Мемич Вайта                     | Lejla („Лейла“)                                          | сърбохърватски                       | 15-о                 |
| 1982                                 | Любляна (Словения)                   | РТВ Белград                          | „Аска“                               | Halo, halo („Ало, ало“)                                  | сърбохърватски                       | 14-о                 |
| 1983                                 | Нови Сад (Войводина)                 | РТВ Титоград                         | Даниел Попович                       | Džuli („Джули“)                                          | сърбохърватски                       | 4-то                 |
| 1984                                 | Скопие (Македония)                   | РТВ Титоград                         | Владо Калембер и Изолда Баруджия     | Ciao, amore („Здравей, любов“)                           | сърбохърватски                       | 18-о                 |
| 1985                                 | Загреб (Хърватия)                    | РТВ Загреб                           | Зорица Конджа и Йосип Генда          | Pokora („Наказание“)                                     | сърбохърватски                       | не участва           |
| 1986                                 | Прищина (Косово)                     | РТВ Загреб                           | Дорис Драгович                       | Željo moja („Желание мое“)                               | сърбохърватски                       | 11-о                 |
| 1987                                 | Белград (Сърбия)                     | РТВ Загреб                           | „Нови фосили“                        | Ja sam za ples („Танцува ми се“)                         | сърбохърватски                       | 4-то                 |
| 1988                                 | Любляна (Словения)                   | РТВ Загреб                           | „Сребърна крила“                     | Mangup („Глупак“)                                        | сърбохърватски                       | 6-о                  |
| 1989                                 | Нови Сад (Войводина)                 | РТВ Загреб                           | „Рива“                               | Rock Me („Разтърси ме“)                                  | сърбохърватски                       | 1-во                 |
| 1990                                 | Задар (Хърватия)                     | РТВ Загреб                           | „Тайчи“                              | Hajde da ludujemo („Хайде да лудуваме“)                  | сърбохърватски                       | 7-о                  |
| 1991                                 | Сараево (Босна и Херцеговина)        | РТВ Белград                          | Беби Дол                             | Brazil („Бразилия“)                                      | сърбохърватски                       | 21-во                |
| 1992                                 | Белград (Сърбия)                     | РТВ Белград                          | Екстра Нена                          | Ljubim te pesmama („Целувам те с песни“)                 | сърбохърватски                       | 13-о                 |

## Брой домакинствания и победи
| Страна                 | Оператор     | Брой домакинствания                                                         | Брой победи                                                                       |
| ---------------------- | ------------ | --------------------------------------------------------------------------- | --------------------------------------------------------------------------------- |
| СР Хърватия            | РТВ Загреб   | 12 (1962, 1965, 1969, 1973, 1974, 1975, 1976, 1978, 1979, 1980, 1985, 1990) | 13 (1963, 1968, 1969, 1971, 1972, 1978, 1979, 1985, 1986, 1987, 1988, 1989, 1990) |
| СР Словения            | РТВ Любляна  | 6 (1961, 1964, 1967, 1971, 1982, 1988)                                      | 6 (1961, 1962, 1966, 1967, 1970, 1975)                                            |
| СР Сърбия              | РТВ Белград  | 6 (1963, 1966, 1970, 1981, 1987, 1992)                                      | 4 (1974, 1982, 1991, 1992)                                                        |
| СР Босна и Херцеговина | РТВ Сараево  | 2 (1972, 1991)                                                              | 5 (1964, 1965, 1973, 1976, 1981)                                                  |
| СР Македония           | РТВ Скопие   | 2 (1968, 1984)                                                              | 1 (1980)                                                                          |
| СР Черна гора          | РТВ Титоград | 0                                                                           | 2 (1983, 1984)                                                                    |
| САО Войводина          | РТВ Нови Сад | 2 (1983, 1989)                                                              | 0                                                                                 |
| САО Косово             | РТВ Прищина  | 1 (1986)                                                                    | 0                                                                                 |
| СР Хърватия            | РТВ Сплит    | 0                                                                           | 0                                                                                 |

### Брой участия
| Оператор     | Федерална република    | Участия | Участия на финала | Първо участие | Последно участие | Брой песни | Брой песни на финала |
| ------------ | ---------------------- | ------- | ----------------- | ------------- | ---------------- | ---------- | -------------------- |
| РТВ Загреб   | СР Хърватия            | 30      | 30                | 1961          | 1991             | 92         | 87                   |
| РТВ Белград  | СР Сърбия              | 30      | 30                | 1961          | 1992             | 84         | 79                   |
| РТВ Любляна  | СР Словения            | 30      | 30                | 1961          | 1991             | 82         | 76                   |
| РТВ Сараево  | СР Босна и Херцеговина | 29      | 29                | 1962          | 1992             | 73         | 65                   |
| РТВ Скопие   | СР Македония           | 24      | 22                | (1963) 1965   | 1991             | 60         | 51                   |
| РТВ Титоград | СР Черна гора          | 21      | 19                | (1963) 1968   | 1992             | 37         | 34                   |
| РТВ Нови Сад | САО Войводина          | 19      | 18                | (1963) 1974   | 1992             | 34         | 31                   |
| РТВ Прищина  | САО Косово             | 18      | 16                | (1963) 1974   | 1992             | 34         | 28                   |
| РТВ Сплит    | СР Хърватия            | 2       | 2                 | 1979          | 1980             | 4          | 4                    |

### Градове домакини
| Брой издания | Федерална република    | Град     | Място                               | Години                                   |
| ------------ | ---------------------- | -------- | ----------------------------------- | ---------------------------------------- |
| 7            | СР Хърватия            | Опатия   | Хотел „Кварнер“                     | 1973, 1974, 1975, 1976, 1978, 1979, 1980 |
| 6            | СР Сърбия              | Белград  | Студио на РТВ Белград               | 1970, 1981, 1992                         |
| 6            | СР Сърбия              | Белград  | Сава център                         | 1987                                     |
| 6            | СР Сърбия              | Белград  | Дом на синдикатите                  | 1966                                     |
| 6            | СР Сърбия              | Белград  | неизвестно                          | 1963                                     |
| 4            | СР Хърватия            | Загреб   | Студио на РТВ Загреб                | 1962, 1969, 1985                         |
| 4            | СР Хърватия            | Загреб   | Раднички дом                        | 1965                                     |
| 4            | СР Словения            | Любляна  | Студио на РТВ Любляна               | 1967, 1982                               |
| 4            | СР Словения            | Любляна  | Словенски национален театър „Драма“ | 1961                                     |
| 4            | СР Словения            | Любляна  | Център „Цанкар“                     | 1988                                     |
| 2            | СР Босна и Херцеговина | Сараево  | Зала „Скендерия“                    | 1972                                     |
| 2            | СР Босна и Херцеговина | Сараево  | Студио на РТВ Сараево               | 1991                                     |
| 2            | СР Македония           | Скопие   | Студио на РТВ Скопие                | 1968                                     |
| 2            | СР Македония           | Скопие   | Универсална зала                    | 1984                                     |
| 2            | САО Войводина          | Нови Сад | Студио на РТВ Нови Сад              | 1983                                     |
| 2            | САО Войводина          | Нови Сад | Сръбски национален театър           | 1989                                     |
| 1            | САО Косово             | Прищина  | Зала „Боро и Рамиз“                 | 1986                                     |
| 1            | СР Хърватия            | Задар    | Зала „Язине“                        | 1990                                     |
| 1            | СР Словения            | Домжале  | Общински център                     | 1971                                     |
| 1            | СР Словения            | Търбовле | Дом на работниците                  | 1964                                     |

### Водещи
| Брой издания | Водещ               | Години                                         |
| ------------ | ------------------- | ---------------------------------------------- |
| 8            | Оливер Млакар       | 1969, 1973, 1974, 1975, 1976, 1978, 1979, 1980 |
| 6            | Хелга Влахович      | 1968, 1973, 1978, 1979, 1980, 1981             |
| 4            | Мича Орлович        | 1966, 1970, 1974, 1978                         |
| 3            | Миланка Бавцон      | 1961, 1974, 1978                               |
| 2            | Хелена Кодър        | 1964, 1971                                     |
| 2            | Миша Молк           | 1982, 1988                                     |
| 2            | Дина Чолич          | 1983, 1989                                     |
| 1            | Младен Делич        | 1962                                           |
| 1            | неизвестен          | 1963                                           |
| 1            | Желка Маркович      | 1965                                           |
| 1            | Томаз Терцек        | 1967                                           |
| 1            | Весна Несторович    | 1968                                           |
| 1            | Кристина Ремскар    | 1968                                           |
| 1            | Дубравка Цецез      | 1968                                           |
| 1            | Снежана Липковска   | 1968                                           |
| 1            | Росанда Ковиянич    | 1968                                           |
| 1            | Любо Йелчич         | 1971                                           |
| 1            | Миряна Янчич        | 1972                                           |
| 1            | Лиляна Трайковска   | 1974                                           |
| 1            | Миня Субота         | 1981                                           |
| 1            | Мария Дамяновска    | 1984                                           |
| 1            | Ана Бърбора-Хум     | 1985                                           |
| 1            | Енвер Петровци      | 1986                                           |
| 1            | Дубравка Милошевич  | 1987                                           |
| 1            | Богдан Барович      | 1988                                           |
| 1            | Бранко Уводич       | 1990                                           |
| 1            | Драгиня Балац       | 1991                                           |
| 1            | Сенад Хаджифейзович | 1991                                           |
| 1            | Радош Баич          | 1992                                           |